# Landauer Wasserkunst

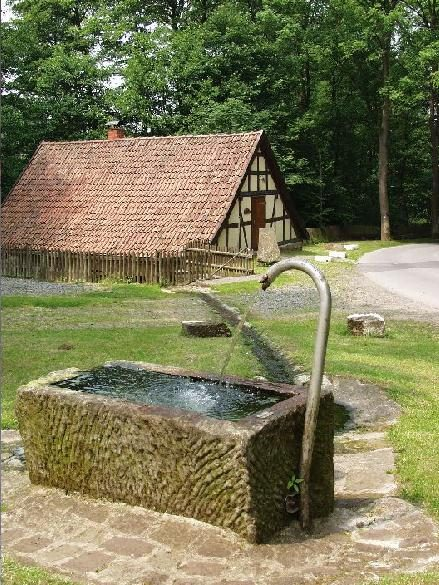
Landauer Wasserkunst

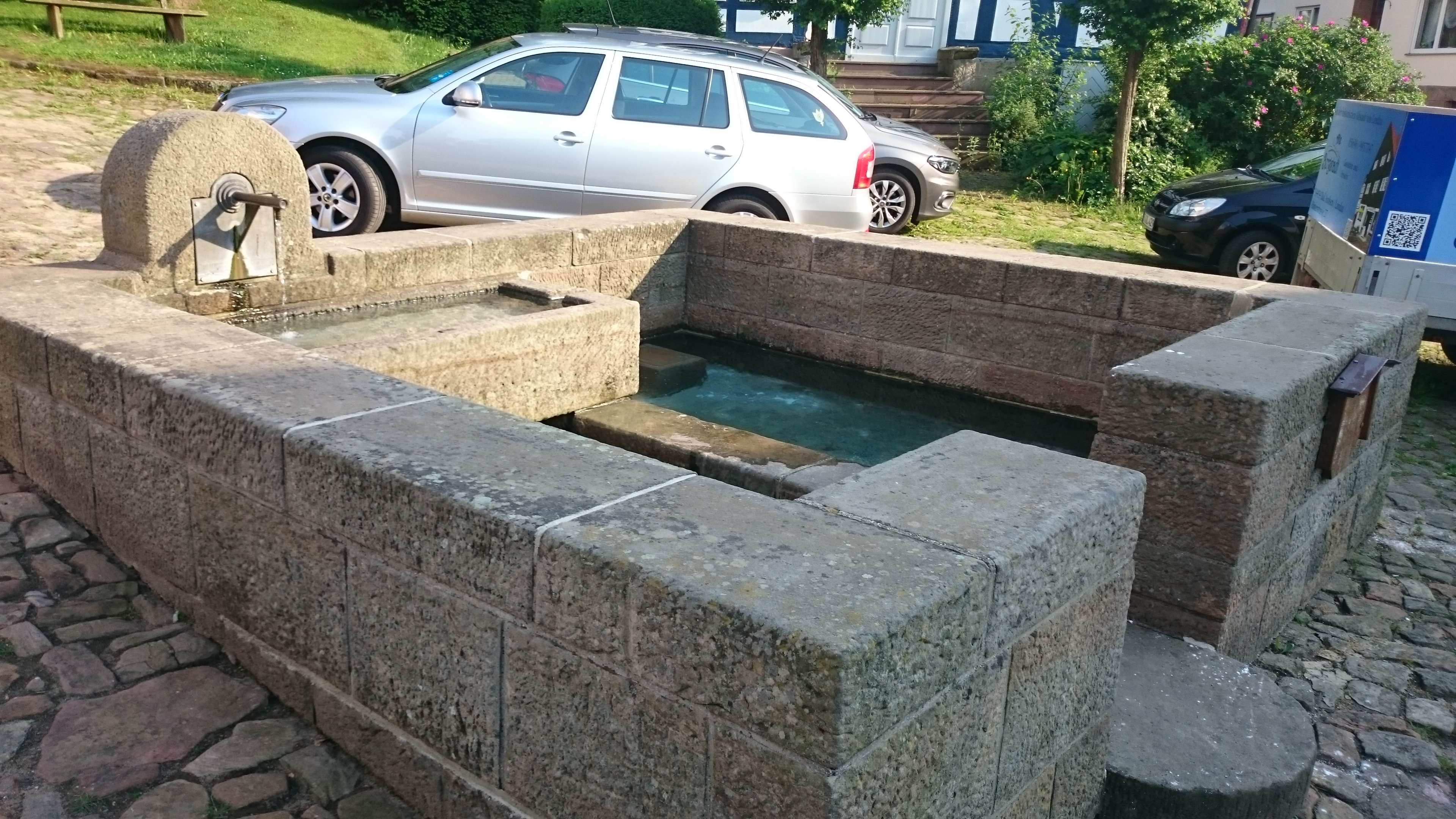
Restaurierter Markt-Kump von Landau

Die Landauer Wasserkunst (auch Wasserkunst von Landau genannt) ist ein historisches, technisches Bauwerk zur Trinkwasserversorgung in Landau, einem dörflichen Stadtteil von Bad Arolsen im nordhessischen Landkreis Waldeck-Frankenberg.
Die Landauer Wasserkunst wurde 1535 von dem Fritzlarer Schmiedemeister Klein errichtet. Die Wasserkunst hatte die Aufgabe, die Bergstadt Landau mit Trinkwasser aus einer nahegelegenen Quelle mithilfe der Wasserkraft der Watter zu versorgen, da die auf dem Hügel liegende Stadt keinerlei Quellen besaß und auch keine Brunnen gegraben werden konnten. Die Anlage wird vom Förderverein zur Erhaltung der Wasserkunst von 1535 instand gehalten.
Der erste Kump innerhalb Landaus entstand um 1555 auf dem Marktplatz, 63 Höhenmeter über der Wasserkunst. Diesem Marktkump folgten weitere Kümpe im Stadtgebiet, die jedoch im Laufe der Zeit alle verloren gingen. Im Zuge der Dorferneuerung 1984 wurde der Marktkump nachgebildet und auch erneut mit der Wasserkunst verbunden; er wurde 2007 erneut renoviert.